# 山口県立美祢高等学校
山口県立美祢高等学校（やまぐちけんりつ みねこうとうがっこう）とは、山口県美祢市秋芳町にあった公立高等学校。元々は農業高等学校として設立されたが、普通科のみが残っていた。
周辺の美祢市立秋芳北中学校、秋芳南中学校、美東中学校と連携型の中高一貫教育を行っていた。
市町村合併前は美祢市の高校と間違われることが多かったが（所在地は美祢郡秋芳町）、2008年（平成20年）3月21日の合併に伴い名実ともに美祢市の高校となった。（校名の由来は合併前の美祢郡から。）
生徒数減少に伴い、2013年4月に山口県立青嶺高等学校に編入され、在校生の卒業を待って閉校となった。

## 沿革
- 1942年（昭和17年）4月1日 - 秋吉台国民学校内に山口県立美祢農林学校開校。
- 1948年（昭和23年）4月1日 - 学制改革により山口県立美祢農業高等学校と改称。
- 1948年（昭和23年）5月24日 - 定時制学科を設置、美祢郡美東町（現在の美祢市）に大田分校を、美祢郡伊佐町（現在の美祢市）に伊佐分校を設置。
- 1949年（昭和24年）4月1日 - 伊佐分校を閉鎖。新たに普通科を設置し、校名を山口県立美祢高等学校と改称。
- 1953年（昭和28年）4月1日 - 家庭科設置（後に家政科に改称）。
- 1965年（昭和40年）3月31日 - 定時制廃止。
- 1973年（昭和48年）3月31日 - 農業科廃止。
- 1987年（昭和62年）3月31日 - 家政科廃止。
- 2003年（平成15年）4月16日 - 中高一貫教育開始。
- 2013年（平成25年）4月 - 山口県立青嶺高等学校と統合し、山口県立美祢青嶺高等学校が開校
- 2015年 （平成27年）3月 − 閉校[1]

## 学科
全日制
- 普通科